# Whitley Bay
Whitley Bay, tot 1902 kortweg Whitley genoemd, is een plaats in het bestuurlijke gebied North Tyneside, in het Engelse graafschap Tyne and Wear. De plaats telt 35.000 inwoners. Whitley Bay is een voorstad van Newcastle upon Tyne en was van de late 19de eeuw tot medio 20ste eeuw een populaire badplaats. Het stadje is een halte op de Tyne and Wear Metro, tussen Monkseaton en Cullercoats. ‘Bay’ werd aan de naam toegevoegd om verwarring met Whitby in Yorkshire te vermijden.
De bekendste attracties van Whitley Bay zijn de strandpromenade en het eilandje St Mary's Island met vuurtoren. Van 1910 tot in het midden van de twintigste eeuw was Whitley Bay tevens vermaard om een pretpark, Spanish City genaamd. Dit sloot omstreeks 2000 de deuren en werd in 2018 weer geopend als amusements- en restaurantcomplex. Het dorp Monkseaton is in Whitley Bay opgegaan.

## Geschiedenis
De vroegste attestaties van Whitley dateren uit de 12de eeuw, toen het een dorpje in het bezit van de Priorij van Tynemouth was. De naam Whitley kan ‘witte leisteen’ betekenen, en er bestond tevens een familie deWhitley, die tot 1538 een landgoed in de streek bezat. De Priorij van Tynemouth werd in de 17de eeuw ontbonden; in 1674 werden de landerijen verdeeld, behalve een grote groene ruimte aan de zee die ‘The Links’ heet. Hierop wordt jaarlijks een kermis gehouden.
Whitley Bay bleef tot in de 19de eeuw een dorpje dat van landbouw en kleinschalige steenkoolontginning leefde, alsook van het graven naar kalksteen. De mijn van Whitley Bay sloot echter in 1848, waarop het inwonertal naar 430 mensen zakte. De St Paul’s Church werd in 1864 gebouwd, en een jaar later werd een sanatorium opgericht, genaamd de Prudhoe Convalescent Homes. Whitley Bay werd een populaire vakantiebestemming voor mijnwerkers en andere arbeiders uit de regio Glasgow, die hier de frisse zeelucht konden opsnuiven.

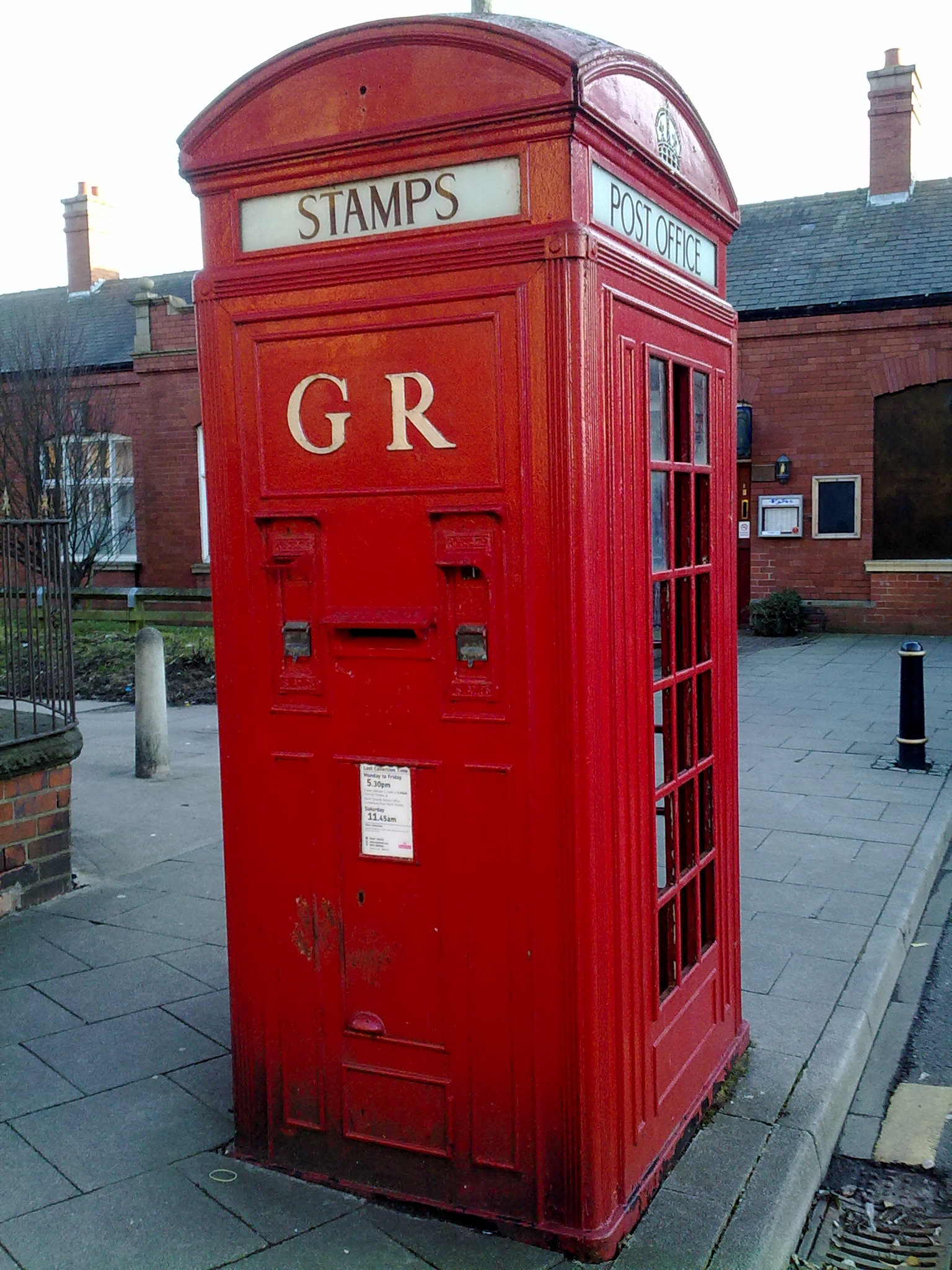
Telefooncel type K4

De economische activiteit in Whitley, toentertijd ook wel Whitley-by-the-Sea genoemd, kwam in een stroomversnelling toen het dorp in 1882 op de spoorlijn tussen Blyth en Newcastle werd aangesloten. Het station van Whitley-by-the-Sea werd op het terrein van de oude mijn gebouwd, die op dat moment reeds niet meer in gebruik was. Van toen af aan kwam Whitley steeds sterker in zwang als bestemming voor weekenduitstapjes. De plek had een gunstige ligging, want ze bevindt zich slechts 8 mijlen ten noorden van Newcastle; zodoende werd Whitley in toenemende mate een residentie voor pendelaars uit Newcastle en verschoof de economische bedrijvigheid in de richting van het toerisme.
In 1902 werd de naam Whitley gewijzigd naar Whitley Bay, na een incident waarbij het stoffelijk overschot van een overleden zakenman, dat naar Whitley gebracht moest worden, per ongeluk op de trein naar Whitby werd vervoerd, waarna de begrafenis pas ’s nachts kon worden uitgevoerd: deze geschiedenis is het eerste wat men tegenkomt op een informatiebord in het station van Whitley Bay, wanneer men uit de metro stapt. Aan het station van Whitley Bay staat tevens een zeldzame telefooncel van het type K4, die tevens een postbus en postzegelautomaat is.
In de eerste helft van de 20ste eeuw groeide de populariteit van Whitley Bay gestadig; er werden steeds meer hotels gebouwd, en de Spanish City, met haar karakteristieke koepel, zou tot in de jaren 50 de prominentste publiekstrekker van het stadje blijven. In de tweede helft van de twintigste eeuw daalde de toeristische positie van Whitley Bay, naarmate vakanties in het buitenland goedkoper en dus ook algemener werden. Het districtsbestuur van North Tyneside poogt de ietwat verkommerde badplaats sedert de vroege jaren 2000 te regenereren, waarvoor het een fonds van £ 60 miljoen beschikbaar had gesteld; het was de bedoeling dat dit onder andere met de hulp van het erfgoedfonds van de Britse loterij zou geschieden, maar deze toelage werd niet verleend.
Burgemeester Gladstone Adams van Whitley Bay was de uitvinder van de ruitenwisser.

## Bezienswaardigheden

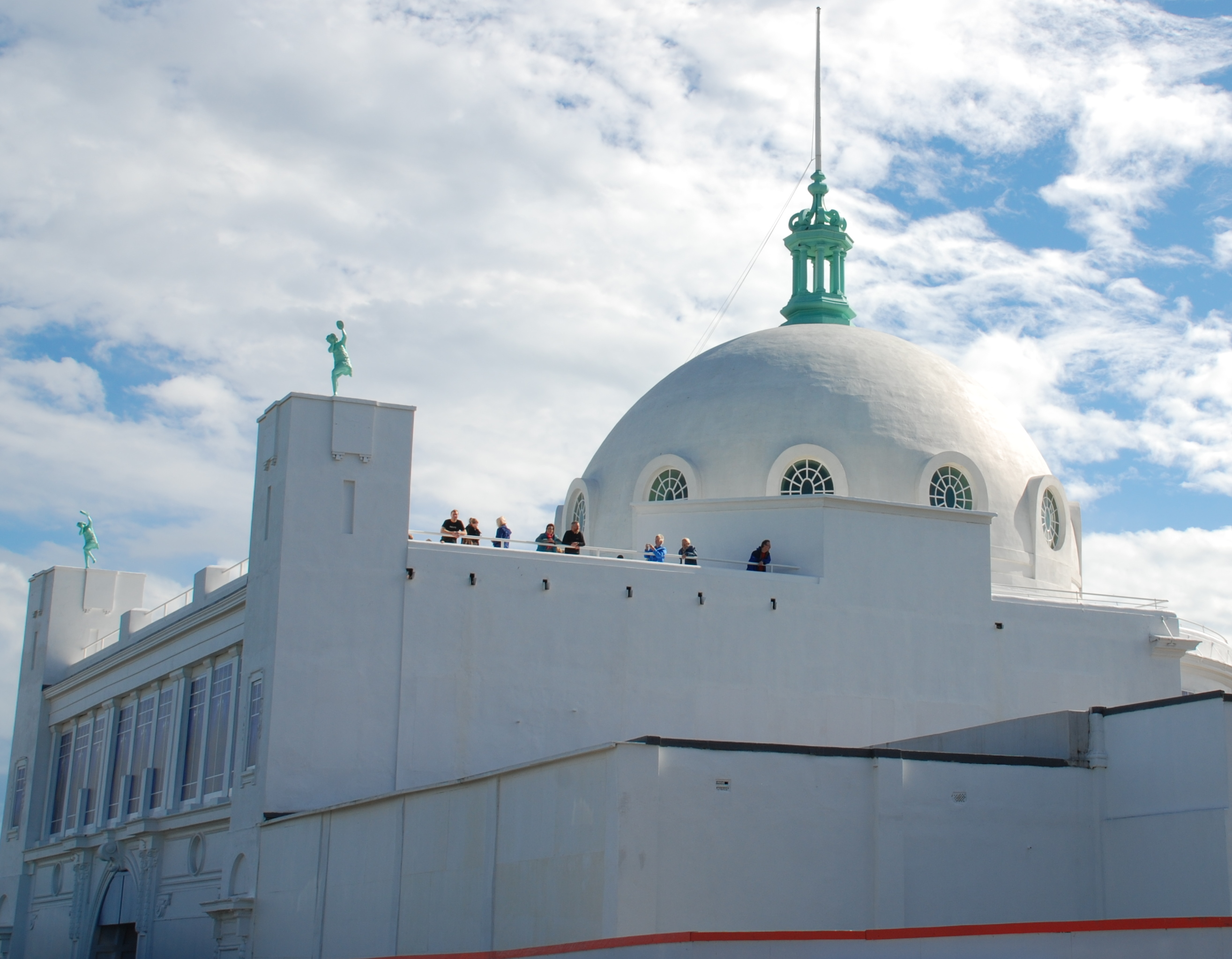
The Spanish City anno 2010

Het amusementspark Spanish City wordt zo genoemd omdat het architectonisch in een Spaanse stijl gebouwd is. De koepel, die er de voornaamste blikvanger van is, werd in 1910 gebouwd. Aanvankelijk werden in de Spanish City vooral concerten gehouden; naar het midden van de twintigste eeuw toe werd het veeleer een soort pretpark. Het complex verwierf een grotere internationale bekendheid dankzij het nummer Tunnel of Love van Dire Straits, dat over de Spanish City, Whitley Bay en Cullercoats gaat. Zanger Mark Knopfler had als kind menig uur in de Spanish City gesleten. Het nummer werd in 1981 uitgebracht en vervolgens elke dag in de Spanish City gespeeld, als officieuze hymne. Nadat het amusementspark in de vroege jaren 2000 gesloten werd, werd het langzamerhand heringericht. De bedoeling was hier een winkel- en hotelcentrum te creëren. In 2018 ging het complex weer open, ditmaal als restaurant- en ontspanningscentrum.
De vuurtoren op St Mary’s Island werd in 1898 gebouwd. Het eilandje bevindt zich aan het noordelijke uiteinde van Whitley Bay, vlak vóór de kust. Het is bij laagwater toegankelijk via een damweg. North Tyneside Council publiceert de getijdetabellen waarmee bezoekers rekening moeten houden teneinde te voorkomen dat ze op het eilandje vast komen te zitten. De vuurtoren is toegankelijk voor het publiek en heeft tevens een bezoekerscentrum. Bovenaan bevinden zich pijltjes die naar steden in Europa wijzen, met hun respectieve afstanden erbij.
Voorts bezit Whitley Bay een golfbaan en een kunstijsbaan voor zijn eigen ijshockeyteam. De redactie van het humoristische tijdschrift Viz is in Whitley Bay gevestigd.

## Geboren
- Graham Fenton (1974), voetballer
- Elliot Anderson (2002), voetballer